# Johan Adolph Löfström
Johan Adolph Löfström, född 15 juni 1795 i Åtvids socken, död 20 november 1864 i Vists socken, han var kyrkoherde i Vists pastorat.

## Biografi
Johan Adolph Löfström föddes 15 juni 1795 i Åtvids socken. Han var son till bruksdirektören Jonas Löfström och Hedvig Charlotta Pontin. Löfström studerade i Linköping och blev höstterminen 1814 student vid Uppsala universitet. Han prästvigdes 28 maj 1826 och blev 22 maj 1833 komminister i Vists församling, tillträdde 1834. Han tog pastoralexamen 10 juni 1839 och blev 16 december 1853 kyrkoherde i församlingen, tillträdde 1854. Löfström avled 20 november 1864 i Vists socken.

### Familj
Löfström gifte sig 16 oktober 1834 med Helena Rebecka Torenstedt (1810–1856). Hon var dotter till kyrkoherden i Odensvi socken. De fick tillsammans barnen Sophia Charlotta Ulrica (född 1835), Axel Adolph Theodor (1837–1905), Augusta Magdalena (född 1839), Amalia Carolina Theresia (1841–1908) och Carl Ludvig Wilhelm (1844–1849).